# إميل دوراند
إميل دوراند (بالفرنسية: Émile Durand)‏ هو ملحن فرنسي، ولد في 16 فبراير 1830 في سانت بريوك في فرنسا، وتوفي في 7 مايو 1903 في نويي-سور-سين في فرنسا.

## وصلات خارجية
- إميل دوراند على موقع ميوزك برينز (الإنجليزية)
- إميل دوراند على موقع ديسكوغز (الإنجليزية)